# Herman Lindquist
Hugo Herman Lindquist, född 11 mars 1869 i Alingsås, död 18 september 1955 i Göteborg, var en svensk företagare.
Herman Lindquist var son till fabrikören Axel Lorentz Lindquist. Efter läroverksstudier i Skara bedrev han handelsstudier i Göteborg och utomlands, praktiserade på kontor i England och etablerade i Göteborg tillsammans med brodern konsul Carl E. Lindquist importfirman Bröderna Lindquist, av vilken han blev ensam innehavare 1898. Tillsammans med två andra kaffegrossister grundade han 1903 Förenade kaffeimportörers rosteriaktiebolag Triangeln, vars VD han blev. Han var styrelseordförande i E. A. Rosengrens kassaskåps fabriks AB och Återförsäkrings AB Union samt hedersordförande i Svenska kafferosteriers förening. Lindquist tillhörde Göteborgs handelskammare 1921–1938 och var ordförande för Göteborgs köpmansförening 1929–1939 samt ledamot av styrelsen för bland annat Sveriges grossistförbund, Kolonialvaruengrossisternas riksförbund och Göteborgs frihamns AB. Han är begravd på Stadskyrkogården i Alingsås.